# Achmeteli-Varketililinjen
| Urban station on track |

| Urban station on track |

| Urban station on track |

| Urban station on track |

| Urban station on track |

| Urban station on track |

| Urban station on track |

| Unknown BSicon "utTHSTto" |

| Urban station on track |

| Urban station on track |

| Urban station on track |

| Urban station on track |

| Urban station on track |

| Urban station on track |

| Urban station on track |

| Urban station on track |

| Urban station on track |

| Urban station on track |

| Urban station on track |

| Urban station on track |

| Urban station on track |

| Urban station on track |

| Urban station on track |

| Unknown BSicon "utTHSTto" |

| Urban station on track |

| Urban station on track |

| Urban station on track |

| Urban station on track |

| Urban station on track |

| Urban station on track |

| Urban station on track |

| Urban station on track |

Achmeteli-Varketililinjen (tidigare känd som Didube-Samgorilinjen och Gldani-Varketililinjen) är en av två tunnelbanelinjer i Tbilisi i Georgien. Linjen var det första steget av Tbilisis tunnelbana, och genomkorsar staden med en nord-sydlig axel. Linjen har för närvarande 16 stationer och är 19,6 kilometer lång. 

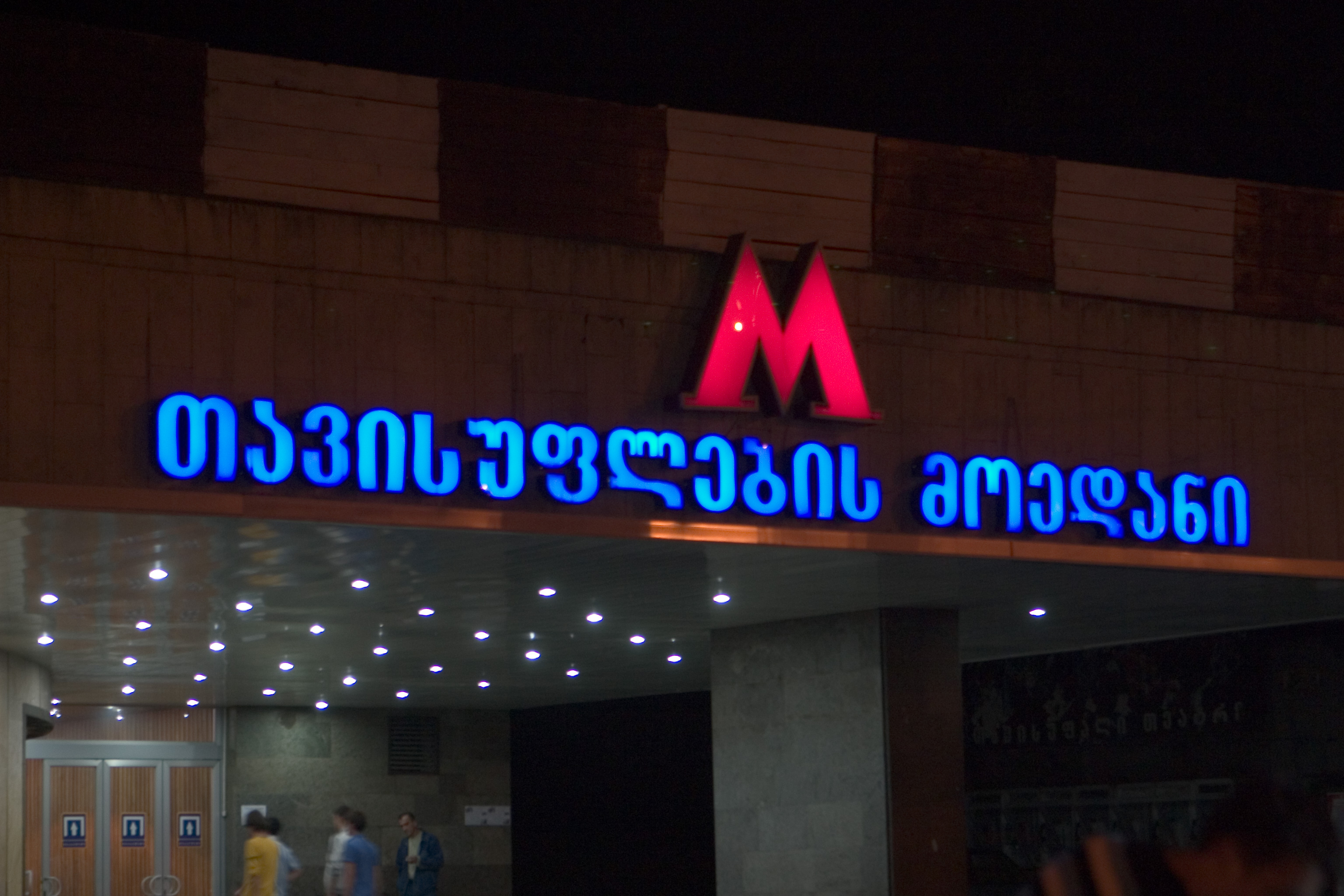
Den nyrenoverade stationen Tavisuplebatorgets fasad

## Lista över stationer
* Stationerna står i ordning nord-syd, ändstationer är markerade i fetstil, övergångsstationer står i kursiverad fetstil
- Achmetelis teatri
- Sarajisjvili
- Guramisjvili
- Grmagele
- Didube
- Elektrodepo
- Nadzalaveli
- Vagzlistorget
- Marjanisjvili
- Rustaveli
- Tavisuplebatorget
- Avlabari
- 300 Aragveli
- Isani
- Samgori
- Varketili

## Historik
| Segment                        | Öppningsdatum    |
| ------------------------------ | ---------------- |
| Didube-Rustaveli               | 11 januari 1966  |
| Rustaveli-300 Aragveli         | 6 november 1966  |
| 300 Aragveli-Samgori           | 5 maj 1971       |
| Samgori-Varketili              | 9 november 1985  |
| Didube-Guramisjvili            | 16 november 1985 |
| Guramisjvili-Achmetelis Teatri | 7 januari 1989   |

## Linjeövergångar
| N° | Övergång till   | Vid                |
| -- | --------------- | ------------------ |
| 2  | Saburtalolinjen | Sadguris Moedani I |

## Nutid
Efter de stora renoveringarna i Tbilisis tunnelbana under början av 2000-talet fick också Achmeteli-Varketililinjen flera nya moderna tåg, vilket effektiviserade tunnelbanelinjen
2007 presenterades den nyrenoverade stationen Achmetelis teatri för allmänheten. Renoveringen hade då tagit 6 månader, till en kostnad av 550 000 georgiska lari. För detta fick stationen bland annat ett fräschare utseende och ett mer klimatsmart belysningssystem.